# Luciano Lomanno
Luciano Lomanno (né le 7 mai 1986 à Montréal au Canada) est un joueur professionnel italo-canadien de hockey sur glace.

## Carrière de joueur
En 2003, il commence sa carrière dans la Ligue de hockey junior majeur du Québec avec les Mooseheads d'Halifax. En 2006-2007, il est échangé au cours de la saison au Rocket de l'Île-du-Prince-Édouard avec un choix de troisième tour au repêchage de 2008 en retour de Stephen Lund.
En 2007, il part en Europe, alors qu'il signe son premier contrat professionnel avec les Diables Rouges de Briançon de la Ligue Magnus.
En 2008, il signe en Italie, avec le HC Gherdeina de la Serie A2. Il joue également 2 matchs avec le AS Renon de la Serie A.
Il dispute la saison 2009-2010 avec le HC Fassa de la Serie A.
Il commence la saison 2010-2011 en Écosse avec les Dundee Stars de l'EIHL. Le 28 octobre, il revient au Canada, alors qu'il signe un contrat avec le Caron et Guay de Trois-Rivières de la Ligue nord-américaine de hockey.

## Statistiques
| Saison    | Équipe                            | Ligue        |    | Saison régulière | Saison régulière | Saison régulière | Saison régulière | Saison régulière |   | Séries éliminatoires | Séries éliminatoires | Séries éliminatoires | Séries éliminatoires | Séries éliminatoires |
| Saison    | Équipe                            | Ligue        | PJ | B                | A                | Pts              | Pun              | PJ               | B | A                    | Pts                  | Pun                  |                      |                      |
| 2003-2004 | Mooseheads d'Halifax              | LHJMQ        | 55 | 1                | 7                | 8                | 28               | -                | - | -                    | -                    | -                    |                      |                      |
| 2004-2005 | Mooseheads d'Halifax              | LHJMQ        | 56 | 3                | 8                | 11               | 28               | 7                | 1 | 1                    | 2                    | 2                    |                      |                      |
| 2005-2006 | Mooseheads d'Halifax              | LHJMQ        | 67 | 7                | 20               | 27               | 94               | 11               | 2 | 3                    | 5                    | 22                   |                      |                      |
| 2006-2007 | Mooseheads d'Halifax              | LHJMQ        | 37 | 8                | 19               | 27               | 54               | -                | - | -                    | -                    | -                    |                      |                      |
| 2006-2007 | Rocket de l'Île-du-Prince-Édouard | LHJMQ        | 34 | 4                | 17               | 21               | 22               | 7                | 0 | 4                    | 4                    | 6                    |                      |                      |
| 2007-2008 | Diables Rouges de Briançon        | Ligue Magnus | 24 | 1                | 5                | 6                | 6                | 6                | 0 | 1                    | 1                    | 0                    |                      |                      |
| 2007-2008 | Diables Rouges de Briançon        | CdF          | 3  | 1                | 2                | 3                | 0                |                  |   |                      |                      |                      |                      |                      |
| 2007-2008 | Diables Rouges de Briançon        | CdlL         | 7  | 0                | 1                | 1                | 14               |                  |   |                      |                      |                      |                      |                      |
| 2008-2009 | AS Renon                          | Serie A      | 2  | 1                | 2                | 3                | 0                |                  |   |                      |                      |                      |                      |                      |
| 2008-2009 | HC Gherdeina                      | Serie A2     | 33 | 24               | 43               | 67               | 34               | 8                | 8 | 1                    | 9                    | 12                   |                      |                      |
| 2009-2010 | HC Fassa                          | Serie A      | 30 | 7                | 21               | 28               | 16               | 6                | 1 | 0                    | 1                    | 8                    |                      |                      |
| 2010-2011 | Dundee Stars                      | EIHL         | 14 | 0                | 4                | 4                | 20               | -                | - | -                    | -                    | -                    |                      |                      |
| 2010-2011 | Caron et Guay de Trois-Rivières   | LNAH         | 23 | 0                | 6                | 6                | 10               | -                | - | -                    | -                    | -                    |                      |                      |

## Évolution en Ligue Magnus
- Premier match : le 11 septembre 2007 à Villard-de-Lans.
- Premier point : le 22 septembre 2007 à Tours.
- Première assistance : le 22 septembre 2007 à Tours.
- Premier but : le 22 septembre 2007 à Caen.
- Plus grand nombre de points en un match : 2, le 22 septembre 2007 à Tours.
- Plus grand nombre de buts en un match : 1.
- Plus grand nombre d'assistance en un match : 2, le 22 septembre 2007 à Tours.